# تاريخ الأيديولوجيات (كتاب)
كتاب تاريخ الأيديولوجيات (ثلاثة مجلدات) من تأليف الكاتب الفرنسي فرانسوا شاتليه صدر عام 1978، وترجم للعربية عام 1997 أشرف عليه أنطون حمصي. (العنوان الأصلي: Histoire des idéologies)
- المجلد الأول ويتحدث عن: العوالم الإلهية حتى القرن الثامن الميلادي.
- المجلد الثاني ويتحدث عن: من الكنيسة إلى الدولة، من القرن التاسع إلى القرن السابع عشر.
- المجلد الثالث ويتحدث عن: المعرفة والسلطة، من القرن الثامن عشر إلى القرن العشرين.

كتاب تاريخ الايديولوجيات هو قراءة مبتكرة لتاريخ البشرية تختلف جذريا عن القراءة السياسية أو الاقتصادية أو الدينية في أنها تنطلق من مسلمات ضمنية أولى خلاصتها أن الحالات النفسية تشكل في كل عصر من عصور التاريخ، ومع كل أمة من أممه، رؤية خاصة للعالم لا يقل مفعولها في تحريك التاريخ عن العوامل الحرة التي تعتقد أنها توجهنا، فالصراع بين الأيديولوجيات الاشتراكية والأيديولوجية النازية قبيل الحرب العالمية الثانية وفي أثنائها وبعدها، كان كل من قوة التأثير في إشعال فتيل الحرب.
الجزء الأول من كتاب «تاريخ الأيديولوجيات» الذي أشرف عليه الباحث الفرنسي فرانسوا شاتليه، قد وسّع نطاق البحث في جذور الأيديولوجيا، ليشمل «العالم القديم كله» فإن الجزء الثاني والأهم، الذي يحمل عنوان «من الكنيسة إلى الدولة: بين القرن التاسع والقرن السابع عشر»، حصر بحثه، كما يدل عنوانه، في أوروبا المسيحية، حيث قامت العلاقة الأولى والأساسية بين الدولة كمفهوم حقوقي، والكنيسة كإطار للمفهوم الأيديولوجي. ولكي لا يتشعب البحث كثيراً، يحذرنا الكتاب منذ البداية قائلاً: «منذ القرون الأولى لعصرنا هذا، فرض المفهوم المسيحي للعالم نفسه على شعوب الغرب، بوصفه إطاراً إرغامياً للنشاط وللتفكير. وعلى هذا النحو استُخدم الوحي الديني، وحُرّف، لأهداف سلطوية. أي أن السلطة، التي نبعت أصلاً من مصدر إلهي، أتت هنا لتعزز وتؤكد على القوة المادية للأمير... هادفة إلى خلق الدولة ذات السيادة عند فجر الأزمنة الحديثة. آنذاك تحولت الأيديولوجيا من عملية فهم للعالم، إلى قناع يخبئ هيمنة الأمير، ثم الدولة، على السلطة سواء في الكنيسة – الدولة، أو في الدولة العلمانية في ما بعد». من هنا كان الهم الأساسي لهذا الجزء من الكتاب مواكبة هذه السيرورة، وهذه المواكبة تشتمل على بحث في كيفية الانتقال من الكنيسة إلى الدولة، هذه الكيفية التي تستتبع فكرة الانتقال من نوع من السلطة إلى نوع آخر، أي من وضع يحكمه غريغوار الكبير، إلى آخر يحكمه لويس الرابع عشر. معززاً بصيغ لا بد من التوقف عندها مثل: نهاية العصور القديمة – العصور الوسطى – عصر النهضة – الأزمنة الحديثة.